# Station Iselle di Trasquera
Station Iselle di Trasquera is het Italiaanse station waar de Simplontunnel bovengronds komt.